# دنتونس
دنتونز (انگلیسی: Dentons) یک شرکت حقوقی چندملیتی و بزرگ‌ترین شرکت حقوقی جهان از جهت تعداد وکلای دادگستری است.

## شکل گیری
دنتونز در مارس 2013 از ادغام SNR Denton و فریزر میلنر کاسگرین و سالانز تأسیس شد. نام دنتون در اصل به دنتون هال تعلق داشت، یک شرکت حقوقی مستقر در شهر لندن که توسط ساموئل دنتون در سال 1788 تأسیس شد و در سال 2000 با شرکت وایلد ساپت در همین شهر ادغام شد و Denton Wilde Sapte را تشکیل داد؛ این شرکت سپس با شرکت سوننشاین نث و روزنتال مستقر در شیکاگو ادغام شد  از نوامبر 2024، دفتر لندن این شرکت از نظر تعداد وکلا بزرگترین دفتر دنتون است و دفتر نیویورک پس از آن در رتبه دوم قرار دارد.
در آوریل 2023، دنتونز در بیش از 80 کشور فعالیت می‌کرده و بیش از 160 دفتر داشته است. این شرکت دفتر مرکزی ندارد، اگرچه رهبری ارشد شرکت عمدتاً در لندن، نیویورک و واشنگتن مستقر هستند. ساختار دنتونز طبق الگوی سوئیسی اتحادیه‌های حقوقی است که خود خدمات حقوقی ارائه نمی دهد.

## ساختار درونی
در مارس 2023، جوزف اندرو از ریاست جهانی دنتون کناره‌گیری کرد، این سمتی بود که او پس از ادغام سه جانبه در سال 2010 در اختیار داشت.
در دسامبر 2023، الیوت پورتنوی ، مدیر اجرایی جهانی از زمان ترکیب سه جانبه در سال 2013، اعلام کرد که قصد دارد از سمت مدیرعاملی جهانی کناره‌گیری کند.  او در نوامبر 2024 رسما از سمت خود کناره گیری کرد. کیت بارتون که در سپتامبر 2024 به عنوان مدیر عامل جهانی منتخب به شرکت ملحق شد، در نوامبر 2024 نقش مدیر اجرایی جهانی را بر عهده گرفت. 

## رکوردها
از دسامبر 2023، دنتون موقعیت خود را به عنوان بزرگترین شرکت حقوقی در جهان از نظر تعداد وکلای دادگستری حفظ کرده و این وجه تمایز آن از سال 2015 است. 
در نسخه 2024 فهرست AmLaw Global 200 دنتونز به عنوان سیزدهمین شرکت حقوقی با درآمد سالانه در سراسر جهان رتبه بندی شده است؛ موقعیتی که پس از رتبه پنجم آن در سال 2023 و رتبه ششم آن در سال 2022 است. 

## شعبه ایران
شرکت دنتونز و شعبهٔ ایران آن به‌ویژه در دورهٔ اجرای برجام و در تعامل شرکت‌هایی همچون توتال، شرکت ملی نفت چین، جنرال موتورز، اکور، ارنست اند یانگ، نامورا با ایران نقش فعالی بازی کرد.